# اولجاتو مانیومنت ولی (یوتا)
اولجاتو مانیومنت ولی (به انگلیسی: Oljato–Monument Valley) یک منطقهٔ مسکونی در ایالات متحده آمریکا است که در شهرستان سن‌خوآن، یوتا واقع شده‌است. اولجاتو مانیومنت ولی ۷۴٫۴ کیلومتر مربع مساحت و ۸۶۴ نفر جمعیت دارد. فیلم مشهور دلیجان (فیلم) ساخته جان فورد در این منطقه ساخته و تصویربداری شده است.